# رقاح غربي
الرقاح الغربي أو رقاح أصفر الجبهة (الاسم العلمي Crithagra frontalis)، طائر من الرقاح وفصيلة الشرشوريات. موطنه وسط أفريقيا. كان يُصنف سابقًا ضمن جنس النغر.